# Wasserfall

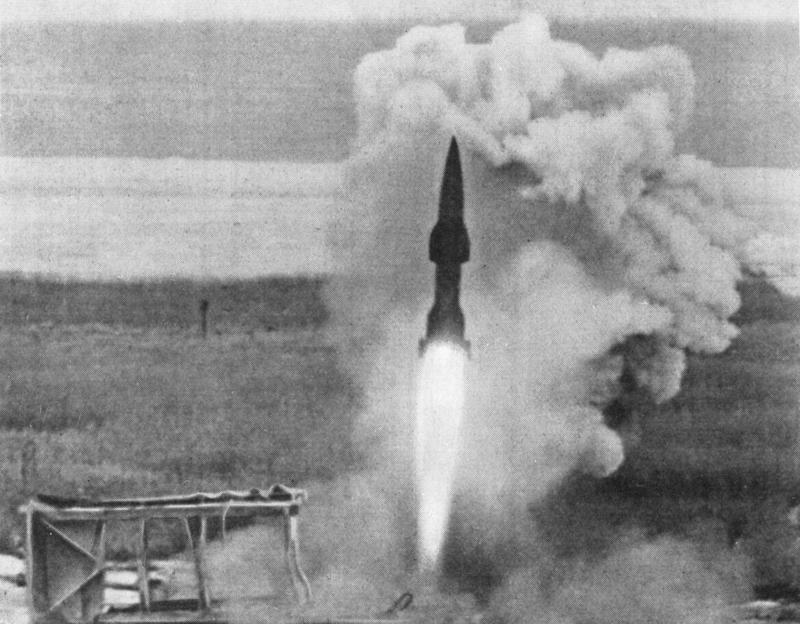
Start pocisku rakietowego Wasserfall z poligonu w Peenemünde

EMW Wasserfall (z niem. wodospad) – niemiecki rakietowy pocisk przeciwlotniczy z okresu II wojny światowej.
Zadaniem pocisków Wasserfall miało być niszczenie samolotów lecących na wysokości do 20 000 metrów i do 50 km od wyrzutni. 

## Historia
Prace badawcze nad bronią rakietową Wasserfall prowadzono w latach 1941–1945 w ośrodku badawczym Peenemünde pod opieką Wernera von Brauna. Projekt oparto na wcześniejszych doświadczeniach zdobytych przy budowie rakiety balistycznej V-2. W czasie wojny opracowano kilka wersji rakiety Wasserfall różniących się wymiarami, masą i systemami naprowadzania.  
W czasie II wojny światowej przeprowadzono 28 lotów próbnych pocisków Wasserfall. Pierwsza próba, która nastąpiła 8 stycznia 1944 roku zakończyła się katastrofą. Pierwszym udanym lotem rakiety była próba pocisku W-1 z 29 lutego 1944 roku. Prace nad Wasserfallem w Peenemünde wstrzymane zostały 17 lutego 1945 w związku z ewakuacją ośrodka.
Produkcji seryjnej rakiety Wasserfall nigdy nie uruchomiono. W planach zakładano, że będzie ona wynosiła 900 pocisków miesięcznie. Zakładem przewidzianym do montażu pocisków miała być podziemna fabryka w sztolni pod miejscowością Bleicherode. 
Przerwanie prac przez Niemców nie oznaczało końca projektu. Po 1945 roku kontynuowany on był w USA i ZSRR. Na bazie materiałów zdobytych przez wywiady alianckie w Związku Radzieckim zbudowano rakietę przeciwlotniczą R-101, a w Stanach Zjednoczonych Ameryki opracowano pocisk rakietowy Hermes A-1.

## Opis
Pocisk rakietowy Wasserfall przypominał rakietę balistyczną V-2. Był od niej jednak dwukrotnie mniejszy. Dodatkowo też na środku kadłuba miał przymocowane cztery krótkie skrzydła.
W odróżnieniu od rakiety V-2 zastosowano ponadto inny rodzaj paliwa i utleniacza. Zrezygnowano bowiem z kriogenicznych materiałów na rzecz specjalnych mieszanek chemicznych - jako paliwo przewidywano m.in. Visol (eter winyloizobutylowy)  i Optolen, a jako utleniacz Sv-Stoff Salbei, składający się w 90% z kwasu azotowego i 10% siarkowego. Miało to na celu wyeliminowanie potrzeby tankowania rakiet bezpośrednio przed startem i zmniejszenie liczby osób załogi obsługujących wyrzutnie.  
Zapłon silnika rakiety następował samoczynnie w momencie wtrysku utleniacza i paliwa do komory spalania. Było to wynikiem samozapłonu paliwa w obecności kwasu azotowego. Sterowanie pociskiem odbywało się za pomocą sterów aerodynamicznych umieszczonych za statecznikami, a także, w pierwszej fazie lotu, sterów gazodynamicznych zlokalizowanych za wylotem dyszy silnika.
Sterowanie lotem rakiety Wasserfall było prowadzone drogą radiową przez operatora z ziemi. Służył do tego celu system Kehl/Strassburg. W planach było jednak wykorzystanie automatycznego systemu naprowadzania radarowego, a w dalszej kolejności głowicy samonaprowadzającej na źródło ciepła z zapalnikiem zbliżeniowym.

## Wersje Wasserfall
- Wasserfall W-1
- Wasserfall W-5
- Wasserfall W-10